# Ана Штајдохар
Ана Штајдохар (Београд, 24. новембар 1979) српска је поп и денс певачица и бивша чланица популарне групе Тап 011.

## Биографија
Са групом Тап 011 снимила је два албума, а самостално девет синглова од којих су два дуети са Алексом Јелићем (један, Бели јаблан, извели на Беовизији 2008). Песму Жуте сандале извела је на Радијском фестивалу Србије крајем 2008. године. Наступа редовно у емисији Вече са Иваном Ивановићем.
Године 2008. завршила је студије на Филолошком факултету у Београду, на одсеку за италијански језик и књижевност.
Има једну сестру. Презиме им указује на словеначко порекло.

## Дискографија

### Тап 011

#### Албуми
- 2001: Чудесна плоча
- 2002: 5 Element

#### Синглови
- 2000: 011
- 2000: Плава
- 2000: Река
- 2000: Капетан лађе
- 2002: Playboy

### Соло

#### Синглови
- 2008: Бели јаблан (ft. Алекса Јелић)
- 2008: Quiero (ft. Алекса Јелић)
- 2008: Жуте сандале
- 2010: Нисам ту
- 2011: Extra (ft. Цвија)
- 2011: У мраку
- 2013: Неко као ти
- 2013: Just To Be With You
- 2015: Lilihip
- 2016: Само ти
- 2018: Топло хладно
- 2019: Amore mio